# V. E. Schwab
Pour les articles homonymes, voir Schwab.
Œuvres principales
- La Vie invisible d'Addie Larue
- Gallant
- Série Shades of Magic
- Série Evil
- Série Cassidy Blake
- Série Monsters of Verity

V. E. Schwab, née le 7 juillet 1987 en Californie, est une autrice américaine de fantasy principalement connue pour son roman La Vie invisible d'Addie Larue. Elle a publié ses romans jeunesse et jeunes adultes sous le nom de Victoria Schwab jusqu'en octobre 2021 avant d'adopter définitivement le nom de V. E. Schwab pour l'ensemble de son œuvre.

## Biographie

### Éducation
En 2009, Victoria Schwab sort diplômée de l'Université de Washington de St. Louis avec un baccalauréat en beaux-arts. Elle avait initialement prévu d'étudier l'astrophysique, mais change d'orientation après avoir suivi des cours d'art et de littérature. Elle termine son premier roman (inédit) au cours de sa deuxième année d'université. Elle vend un autre roman, The Near Witch, à Disney alors qu'elle est encore à l'université.

### Vie privée
Schwab grandit à Nashville, Tennessee et vit à St. Louis, Brooklyn, Liverpool et Edimbourg. Elle fait son coming-out gay pour la première fois à 28 ans. Schwab utilise les pronoms she/her [elle] et they/them [iel] sur son compte Instagram.

## Réception de ses œuvres
Dans sa critique, The Guardian décrit Vicious comme « une exploration brillante du mythe du super-héros et un thriller de vengeance captivant ». Le livre reçoit également une critique positive de Publishers Weekly, qui le sélectionne pour sa liste des meilleurs livres de 2013 dans la catégorie Science-Fiction/Fantasy/Horreur. De plus, l'association des usagers des bibliothèques américaines (American Library Association's Reference and User Services Association) lui décerne le prix du meilleur livre de fantasy de sa liste de lecture de 2014.
En 2014, Schwab signe un contrat de deux livres avec Tor Books, qui comprend Vicious et son prochain roman, Shades of Magic. Ce dernier est publié en février 2015, et reçoit également une critique positive de Publishers Weekly. En 2017, elle signe un autre contrat avec Tor pour Vengeful, la suite de Vicious ; une nouvelle trilogie intitulée Threads of Power, qui se déroule dans le même monde que la série Shades of Magic ; et un « hommage à Blade Runner » intitulé Black Tabs.
En mars 2017, son roman A Conjuring of Light fait ses débuts à la place numéro 6 dans la catégorie Hardcover Fiction dans la liste des best seller du New York Times. L’année suivante, son roman This Savage Song s’est hissé à la première place de la liste dans la catégorie jeunes adultes hardcover.En mai 2018, Schwab donne la sixième conférence annuelle du colloque Tolkien au Pembroke College de l'université d'Oxford. En décembre 2018, V.E. Schwab obtient son premier Goodreads Choice Award pour son roman Vengeful, après avoir été nommée sept fois dans différentes catégories sans gagner .
En 2017, dans la traduction russe de la série Shades of Magic, une scène romantique entre deux personnages gays a été censurée sans l’accord de l’autrice par l’éditeur russe Rosman. À la suite de cet abus et après la recherche de solutions, Rosman a perdu les droits d’auteurs, que V. E. Schwab revendra à l’éditeur AST sous la promesse de garder la scène dans les romans.

## Adaptation
Fin 2013, les droits d'une adaptation cinématographique de Vicious sont achetés conjointement par Story Mining & Supply Co et la maison de production Scott Free Productions créée par le réalisateur et producteur Ridley Scott,.
Ce sera finalement la série Netflix First Kill (série télévisée) qui sortira à l'écran en premier le 10 juin 2022, tirée de la nouvelle de même nom First Kill. V. E. Schwab en sera elle-même la créatrice et aidera à l'écriture du scénario du premier épisode.

## Œuvres

### Sous le nom de Victoria Schwab

#### SérieThe Archived
1. (en) The Archived, 2013
2. (en) The Unbound, 2014

2.5 (en) Leave the Window Open, 2015

#### SérieEveryday Angel
1. (en) New Beginnings, 2014
2. (en) Second Chances, 2014
3. (en) Last Wishes, 2014

#### SérieMonsters of Verity
1. This Savage Song, Lumen, 2022 ((en) This Savage Song, 2016), trad. Sarah Dali, 480 p.  (ISBN 978-2-37102-364-2)
2. Our Dark Duet, Lumen, 2023 ((en) Our Dark Duet, 2017), trad. Sarah Dali, 509 p.  (ISBN 978-2-37102-380-2)

#### SérieCassidy Blake
1. Chasseuse de fantômes, Lumen, 2020 ((en) City of Ghosts, 2018), trad. Sarah Dali, 298 p.  (ISBN 978-2-37102-255-3)
2. Plongée dans les catacombes, Lumen, 2020 ((en) Tunnel of Bones, 2019), trad. Sarah Dali, 297 p.  (ISBN 978-2-37102-289-8)
3. Le Pont des âmes, Lumen, 2021 ((en) Bridge of Souls, 2021), trad. Sarah Dali, 299 p.  (ISBN 978-2-37102-323-9)

#### SérieLes Bêtes suprêmes(Animal tatoosaison 2)
Chaque volume de cette série est écrit par un écrivain différent. Les auteurs des autres volumes sont : Eliot Schrefer (tome 1), Varian Johnson (en) (tomes 3 et 6), Jonathan Auxier (en) (tome 4), Sarah Prineas (tome 5), Christina Diaz Gonzalez (tome 7) et Sarwat Chadda (tome 8).
1. Piégés, Bayard jeunesse, 2017 ((en) Spirit Animals: Fall of the Beasts - Broken Ground, 2015), trad. Anath Riveline, 301 p. (ISBN 978-2-7470-6789-8)

#### Recueils de nouvelles
- (en) (Don't) Call Me Crazy, 2018Contient une nouvelle de Victoria Schwab
- (en) Because You Love to Hate Me: 13 Tales of Villainy[18], 2017Contient la nouvelle Death Knell de Victoria Schwab

### Sous le nom de V. E. Schwab

#### UniversEvil

##### SérieEvil
0.5. (en) Warm Up, 2013
1. Vicious, Lumen, 2019 ((en) Vicious, 2013), trad. Sarah Dali, 532 p.  (ISBN 978-2-37102-203-4)
2. Vengeful, Lumen, 2019 ((en) Vengeful, 2018), trad. Sarah Dali, 729 p.  (ISBN 978-2-37102-251-5)
3. Victorious (En cours)

##### Roman graphique
1. (en) ExtraOrdinary, 2021

#### UniversShades of Magic

##### SérieShades of Magic
1. Shades of Magic, Lumen, 2017 ((en) A Darker Shade of Magic, 2015), trad. Sarah Dali, 504 p.  (ISBN 978-2-37102-116-7)
2. Shades of Shadows, Lumen, 2018 ((en) A Gathering of Shadows, 2016), trad. Sarah Dali, 633 p.  (ISBN 978-2-37102-151-8)
3. Shades of Light, Lumen, 2018 ((en) A Conjuring of Light[19], 2017), trad. Sarah Dali, 760 p.  (ISBN 978-2-37102-179-2)

##### SérieThreads of Power
1. Threads of Power, Lumen, 2023 ((en) The Fragile Threads of Power[20], 2023), trad. Sarah Dali, 755 p.  (ISBN 978-2-37102-381-9)

##### Série de romans graphiques
1. The Steel Prince 1, Urban Comics, 2020 ((en) The Steel Prince, 2019), 128 p.  (ISBN 978-2-3813-3007-5)
2. The Steel Prince 2, Urban Comics, 2020 ((en) Night of Knives, 2019), 120 p.  (ISBN 978-2-38133-022-8)
3. The Steel Prince 3, Urban Comics, 2020 ((en) The Rebel Army, 2020), 120 p.  (ISBN 978-2-38133-012-9)

#### SérieNear Witch
0.5 (en) The Ash-Born Boy, 2012
1. (en) The Near Witch, 2011Réédition en 2019 sous le nom de V. E. Schwab

#### Romans indépendants
- La Vie invisible d'Addie Larue, Lumen, 2021 ((en) The Invisible Life of Addie Larue, 2020), trad. Sarah Dali, 696 p.  (ISBN 978-2-37102-304-8)
- Gallant, Lumen, 2022 ((en) Gallant, 2022), trad. Sarah Dali, 376 p.  (ISBN 978-2-37102-280-5)
- Quand nos os retourneront à la terre, Lumen, 2025 ((en) Bury Our Bones in the Midnight Soil, 2025), trad. Mathilde Tamac-Bouhon et Ombeline Marchon  (ISBN 978-2-37102-462-5)

#### Recueils de nouvelles
- (en) Vampires Never Get Old: Tales with Fresh Bite [21], 2020Contient la nouvelle First Kill de V. E. Schwab
- (en) A Universe Of Wishes[22], 2021Contient la nouvelle A Royal Affair de V. E. Schwab dans l’univers de Shades of Magic